# Hamish Linklater
Hamish Linklater, född 7 juli 1976 i Great Barrington, Massachusetts, är en amerikansk skådespelare. Förutom att spela olika filmroller, medverkar Linklater som Matthew i Christine.

## Filmografi i urval
- 2004 – Drömmarnas tid (TV-serie) (9 avsnitt)
- 2005 – Fantastic Four
- 2006–2010 – Christine (TV-serie)
- 2011 – The Future
- 2012 – Battleship
- 2012 – The Big C (TV-serie) (fyra avsnitt)
- 2013 – 42
- 2013 – The Newsroom (TV-serie)
- 2014 – Magic in the Moonlight
- 2015 – The Big Short
- 2024 – Nickel Boys
- 2025 – A Big Bold Beautiful Journey